# Monique Adamczak
Monique Adamczak, née le 21 janvier 1983 à Sydney, est une joueuse de tennis professionnelle australienne.
Elle a remporté deux des sept finales qu'elle a disputées en double dames sur le circuit WTA.

## Palmarès

### Titres en double dames
| No | Date       | Nom et lieu du tournoi           | Catégorie | Dotation  | Surface      | Partenaire    | Finalistes               | Score            |          |
| -- | ---------- | -------------------------------- | --------- | --------- | ------------ | ------------- | ------------------------ | ---------------- | -------- |
| 1  | 12-06-2017 | Aegon Open Nottingham Nottingham | Intern'l  | 250 000 $ | Gazon (ext.) | Storm Sanders | Jocelyn Rae Laura Robson | 6-4, 4-6, [10-4] | Parcours |
| 2  | 17-09-2018 | Guangzhou Open Guangzhou         | Intern'l  | 226 750 $ | Dur (ext.)   | Jessica Moore | Danka Kovinić Vera Lapko | 4-6, 7-5, [10-4] | Parcours |

### Finales en double dames
| No | Date       | Nom et lieu du tournoi                 | Catégorie | Dotation  | Surface      | Vainqueures                      | Partenaire    | Score            |          |
| -- | ---------- | -------------------------------------- | --------- | --------- | ------------ | -------------------------------- | ------------- | ---------------- | -------- |
| 1  | 11-09-2017 | Japan Women's Open Tennis Tokyo        | Intern'l  | 250 000 $ | Dur (ext.)   | Shuko Aoyama Yang Zhaoxuan       | Storm Sanders | 6-0, 2-6, [10-5] | Parcours |
| 2  | 18-09-2017 | Guangzhou Open Guangzhou               | Intern'l  | 250 000 $ | Dur (ext.)   | Elise Mertens Demi Schuurs       | Storm Sanders | 6-2, 6-3         | Parcours |
| 3  | 08-10-2018 | Tianjin Open Tianjin                   | Intern'l  | 426 750 $ | Dur (ext.)   | Nicole Melichar Květa Peschke    | Jessica Moore | 6-4, 6-2         | Parcours |
| 4  | 01-04-2019 | Abierto GNP Seguros Monterrey          | Intern'l  | 226 750 $ | Dur (ext.)   | Asia Muhammad Maria Sanchez      | Jessica Moore | 7-62, 6-4        | Parcours |
| 5  | 15-07-2019 | Ladies Championships Lausanne Lausanne | Intern'l  | 226 750 $ | Terre (ext.) | Anastasia Potapova Yana Sizikova | Han Xinyun    | 6-2, 6-4         | Parcours |

### Finale en double en WTA 125
| No | Date       | Nom et lieu du tournoi | Catégorie | Dotation  | Surface         | Vainqueures                          | Partenaire   | Score             |          |
| -- | ---------- | ---------------------- | --------- | --------- | --------------- | ------------------------------------ | ------------ | ----------------- | -------- |
| 1  | 13-11-2017 | Taipei OEC Open Taipei | WTA 125   | 125 000 $ | Moquette (int.) | Veronika Kudermetova Aryna Sabalenka | Naomi Broady | 2-6, 7-65, [10-6] | Parcours |

## Parcours en Grand Chelem

### En simple dames
| Année | Open d'Australie | Open d'Australie    | Internationaux de France | Internationaux de France | Wimbledon | Wimbledon           | US Open         | US Open              |
| ----- | ---------------- | ------------------- | ------------------------ | ------------------------ | --------- | ------------------- | --------------- | -------------------- |
| 1999  | Q2               | Erika deLone        | —                        | —                        | —         | —                   | —               | —                    |
| 2000  | Q1               | Marissa Irvin       | —                        | —                        | —         | —                   | —               | —                    |
| 2001  | Q1               | Bianka Lamade       | —                        | —                        | —         | —                   | —               | —                    |
|       |                  |                     |                          |                          |           |                     |                 |                      |
| 2004  | Q1               | Meilen Tu           | —                        | —                        | —         | —                   | —               | —                    |
| 2005  | 1er tour (1/64)  | Karolina Šprem      | —                        | —                        | —         | —                   | —               | —                    |
| 2006  | Q1               | Ivana Abramović     | —                        | —                        | —         | —                   | —               | —                    |
| 2007  | 2e tour (1/32)   | Svetlana Kuznetsova | Q1                       | Ágnes Szávay             | Q2        | Alina Jidkova       | Q2              | Emmanuelle Gagliardi |
| 2008  | 1er tour (1/64)  | Olga Puchkova       | Q1                       | Carla Suárez Navarro     | Q1        | Maria Elena Camerin | Q1              | Elena Bovina         |
| 2009  | Q1               | Sesil Karatantcheva | —                        | —                        | Q2        | Gréta Arn           | 1er tour (1/64) | Alizé Cornet         |
| 2010  | Q1               | Nikola Hofmanova    | —                        | —                        | —         | —                   | —               | —                    |
| 2011  | Q1               | Isabella Holland    | —                        | —                        | —         | —                   | —               | —                    |
| 2012  | Q1               | Olga Puchkova       | —                        | —                        | Q1        | Yvonne Meusburger   | Q1              | Shelby Rogers        |
| 2013  | Q2               | Akgul Amanmuradova  | Q1                       | Barbora Strýcová         | —         | —                   | Q1              | Sharon Fichman       |

N.B. : à droite du résultat se trouve le nom de l'ultime adversaire.

### En double dames
| Année | Open d'Australie             | Open d'Australie     | Internationaux de France | Internationaux de France | Wimbledon                | Wimbledon             | US Open                 | US Open                  |
| ----- | ---------------------------- | -------------------- | ------------------------ | ------------------------ | ------------------------ | --------------------- | ----------------------- | ------------------------ |
| 2000  | 1er tour (1/32) Watson       | Ruano Flipkens       | —                        | —                        | —                        | —                     | —                       | —                        |
|       |                              |                      |                          |                          |                          |                       |                         |                          |
| 2004  | 1er tour (1/32) Hewitt       | Reeves Serra         | —                        | —                        | —                        | —                     | —                       | —                        |
|       |                              |                      |                          |                          |                          |                       |                         |                          |
| 2006  | 2e tour (1/16) Horiatopoulos | Dulko Kirilenko      | —                        | —                        | —                        | —                     | —                       | —                        |
| 2007  | 1er tour (1/32) Dominikovic  | Yan Zheng J.         | —                        | —                        | —                        | —                     | —                       | —                        |
| 2008  | 1er tour (1/32) Wheeler      | Williams             | —                        | —                        | —                        | —                     | —                       | —                        |
| 2009  | 1er tour (1/32) Rogowska     | Gallovits Parra      | —                        | —                        | —                        | —                     | —                       | —                        |
| 2010  | 1er tour (1/32) Kriz         | Chan Niculescu       | —                        | —                        | —                        | —                     | —                       | —                        |
| 2011  | 1er tour (1/32) Holland      | Vesnina Zvonareva    | —                        | —                        | —                        | —                     | —                       | —                        |
| 2012  | 1er tour (1/32) Rogowska     | Cetkovská Foretz     | —                        | —                        | —                        | —                     | —                       | —                        |
| 2013  | 1er tour (1/32) Bengson      | Black Rodionova      | —                        | —                        | —                        | —                     | —                       | —                        |
| 2014  | 3e tour (1/8) Rogowska       | Errani Vinci         | —                        | —                        | —                        | —                     | —                       | —                        |
| 2015  | 2e tour (1/16) Rogowska      | Hlaváčková Hradecká  | —                        | —                        | —                        | —                     | —                       | —                        |
|       |                              |                      |                          |                          |                          |                       |                         |                          |
| 2017  | —                            | —                    | —                        | —                        | 2e tour (1/16) Sanders   | Kuznetsova Mladenovic | —                       | —                        |
| 2018  | 1er tour (1/32) Sanders      | Hozumi Kato          | 1er tour (1/32) V.       | Klepač Martínez          | 1er tour (1/32) Voráčová | Bertens Larsson       | 2e tour (1/16) Krawczyk | Barty Vandeweghe         |
| 2019  | 2e tour (1/16) Moore         | Krejčíková Siniaková | 1er tour (1/32) Moore    | Flipkens Larsson         | 1er tour (1/32) Perez    | Grönefeld Schuurs     | 1er tour (1/32) Han     | Pavlyuchenkova Sevastova |
| 2020  | 1er tour (1/32) Srebotnik    | García Sorribes      | —                        | —                        | Annulé                   | Annulé                | —                       | —                        |
|       |                              |                      |                          |                          |                          |                       |                         |                          |
| 2022  | 2e tour (1/16) Han           | Krejčíková Siniaková | —                        | —                        | 1er tour (1/32) Kawa     | Guarachi Klepač       |                         |                          |

N.B. : le nom de la partenaire se trouve sous le résultat ; le nom des ultimes adversaires se trouve à droite.

### En double mixte
| Année | Open d'Australie          | Open d'Australie   | Internationaux de France | Internationaux de France | Wimbledon             | Wimbledon       | US Open | US Open |
| ----- | ------------------------- | ------------------ | ------------------------ | ------------------------ | --------------------- | --------------- | ------- | ------- |
| 2007  | 2e tour (1/8) Huss        | Likhovtseva Nestor | —                        | —                        | —                     | —               | —       | —       |
| 2008  | 1er tour (1/16) Huss      | Razzano Wassen     | —                        | —                        | —                     | —               | —       | —       |
|       |                           |                    |                          |                          |                       |                 |         |         |
| 2018  | 1er tour (1/16) Ebden     | Schuurs Rojer      | —                        | —                        | —                     | —               | —       | —       |
| 2019  | 1er tour (1/16) Reid      | Schuurs Middelkoop | —                        | —                        | 2e tour (1/16) Oswald | Peschke Koolhof | —       | —       |
| 2020  | 1er tour (1/16) Hernández | Anisimova Kyrgios  | Annulé                   | Annulé                   | Annulé                | Annulé          | Annulé  | Annulé  |

N.B. : le nom du partenaire se trouve sous le résultat ; le nom des ultimes adversaires se trouve à droite.

## Classements WTA en fin de saison
| Année          | 2000 | 2001 | 2002 | 2003 | 2004 | 2005 | 2006 | 2007 | 2008 | 2009 | 2010 | 2011 | 2012 | 2013 | 2014 | 2015 | 2016 | 2017 | 2018 | 2019 | 2020 | 2021 | 2022 | 2023 |
| Rang en simple | 472  | 315  | 854  | 271  | 336  | 382  | 232  | 167  | 196  | 145  | 342  | 284  | 187  | 278  | 331  | –    | –    | 686  | –    | –    | –    | –    | –    | –    |
| Rang en double | –    | 284  | –    | 388  | 263  | 288  | 111  | 153  | 214  | 174  | 381  | 323  | 158  | 168  | 112  | 366  | 455  | 56   | 58   | 67   | 78   | 549  | 339  | 1028 |

Source : (en) Classements de Monique Adamczak sur le site officiel de la Fédération internationale de tennis